# Faraony
Der Faraony ist ein Fluss im südlichen Osten Madagaskars.

## Verlauf
Der Fluss entspringt östlich von Fianarantsoa in der Region Haute Matsiatra, nahe der Grenze zu Vatovavy-Fitovinany. Er fließt grundsätzlich nach Südosten, beschreibt dabei aber einen starken Zickzackkurs. Er passiert auf seinem Kurs mehrere kleinere Städte. Der Faraony mündet etwa 15 km südöstlich von Ampasimanjeva in den Indischen Ozean.

## Hydrometrie
Die Durchflussmenge des Faraony wurde an der hydrologischen Station Vohilava-Fähre bei dem größten Teil des Einzugsgebietes, über die Jahre 1960 bis 1976 gemittelt, gemessen (in m³/s).